# 悪の教典
『悪の教典』（あくのきょうてん、英表記：Lesson of the Evil）は、貴志祐介による日本の小説作品。サイコキラーという裏の顔を持つ教師が引き起こす事件を描いたサイコ・ホラーである。第1回山田風太郎賞受賞作、第144回直木三十五賞候補作、第32回吉川英治文学新人賞候補作、2011年本屋大賞ノミネート作。
『別册文藝春秋』にて2008年7月号〈276号〉から2010年7月号〈288号〉にかけて連載され、2010年7月30日に文藝春秋より刊行された。その後、2011年11月5日に文藝春秋ノベルスよりノベルス版が、2012年8月10日に文春文庫より文庫本が出版され、単行本未収録で書下ろしの掌編『秘密』・『アクノキョウテン』が追加収録された。2012年にはこれを原作として、漫画化・映画化された。

## あらすじ
不良生徒、モンスターペアレント、学校裏サイト、集団カンニング、淫行教師など、数々の問題を抱える私立晨光学院町田高校（実写版では晨光学院高校）。2年4組の担任を勤める英語教師の蓮実聖司は、生徒や保護者に好かれる人気者だが、その正体は他者への共感能力を一切持たない、生まれながらのサイコキラーだった。自分に疑いをかけてきた一部の生徒や教師をはじめ、邪魔だと感じた者を秘密裏に殺害したり学校から追放したりして、着実に学校全体を支配しつつあった。
しかし、2年4組の生徒たちが文化祭準備のために学校に泊り込んだ夜、些細なミスと疑惑が連鎖した結果、蓮実の起こした殺人が隠蔽不可能な状況になってしまう。彼の選んだ最後の手段は、校内にいる生徒全員の口を塞ぐために、同僚教師の仕業に見せかけて散弾銃で皆殺しにすることだった。こうして一夜の血塗れの大惨劇が始まった。

## 登場人物
「演」は映画版およびスピンオフドラマ（序章）で演じた俳優を示す。なお、原作と実写作品では人物描写が異なる場合がある。

### 晨光学院町田高校職員
蓮実 聖司（はすみ せいじ）
演：伊藤英明
主人公。32歳。愛称は「ハスミン」。私立晨光学院町田高校で英語科兼生活指導部を担当する教師。文系クラスである二年四組の学級担任と、ESS（英会話部）の顧問も務める。
女子生徒による親衛隊が出来るほどの絶大な人気を誇り、他の職員やPTAの間でも信頼が厚い。細面の容姿端麗で、英語が堪能。過去の経緯から格闘技やブレイクダンス、心理学にも精通している。七国山緑地の老朽化した平屋の日本家屋（借家）で一人暮らし。通勤にはダイハツ・ハイゼットを使っている。授業では、正解なら「Good!」、さらに良ければ「Great!」、秀逸な答えならば「Excellent!」、心底感動するほど素晴らしい場合は「Magnificent!」と生徒を評価している（ただし、「Magnificent!」は滅多に使用しない）。
格闘技を含むスポーツもでき頭脳明晰だが、その正体は決定的に他者への共感能力に欠けたサイコパス（反社会性人格障害）。自分にとっての邪魔者（自分に不快感を与える者、自分の過去の悪事および「裏の顔」を追及・暴露しようとする者）はたとえ家族や子供、更には動物問わず躊躇せず簡単に殺害するサイコキラー。
ビニール袋に砂を入れて作ったブラックジャックをよく使用する（こめかみを狙って叩きつけることで人を気絶させることができる）。
上機嫌になると『三文オペラ』の劇中歌「メッキー・メッサーのモリタート（殺人物語大道歌）」を口笛で吹く癖がある。文化祭の大量殺人以前にも三十人以上の人間を殺害している。綿密な計画を練った上で犯行に及び、徹底した証拠隠滅を図っているからか警察からはノーマーク。少なくとも小学生時代からクラスメイトに卑猥な行為をする、片桐怜花や小野寺楓子、柏原亜里といった美少女を「コレクション」と称して自分のクラスに迎え入れる、養護教師の田浦潤子や教え子の安原美彌と関係をもつなど、性的に逸脱した面もある。
生まれついての天使の様な容貌と、悪魔らしく腹黒い策略家の面を併せ持っており、幼少期から凶悪な事件を引き起こしていた。14歳のとき、息子の殺人鬼としての本性を知った両親を強盗の仕業に見せかけて殺害。京都の母方の叔父へ引き取られ、京都大学法学部へ入学するも、わずか1ヶ月で中退しアメリカのハーバード大学へ留学。この時知り合ったチェンバースとともに何件もの殺人を犯した。またこの時に銃器の扱いに精通した。大手投資銀行でトレーダーとして才覚を発揮したが、正体を見破られ2年余りでアメリカを追放される。この時自分を追放したジミー・モルゲンシュテルンを殺すために再びアメリカに舞い戻ることを決意する。その後、教職に就いていた従妹の薦めで「特別免許状」を得て都立高校に教諭として奉職。同高校で起きた、生徒の連鎖自殺事件の後に晨光町田高校へ転任、現在に至る。
教師となったのは自分にとって都合のいい「理想の王国」を創るためであり、容姿の優れた女子生徒欲しさに問題児を代償として引き取った結果、二年四組は歪なクラスとなった。片桐怜花からは自分とは決して相容れることのない存在と直感的に見抜かれ、他の教職員の誰よりも恐れられている。
自身の犯行が露呈することを避けるため、文化祭前夜に学校に残っていた二年四組の全生徒四十人を散弾銃で銃殺し、証拠も隠滅したと思われたが、怜花と夏越雄一郎のみ死体を利用することで生き延びていた。加えて、受け持ちの生徒が使用したAEDの録音機能が証拠となり警察に現行犯逮捕された。連行される際、自分の行った虐殺について、二年四組の生徒たちは全員悪魔にとり憑かれていて、神の意思で殺害したと告白する。
実写映画版では憂実が登場しないため、美彌を殺害する際も一切躊躇が無かったりと、原作以上に冷酷かつ非常な性格になっており、また警察に連行される際、「芝居」を見破った怜花に対して「Magnificent!」と評価する。
漫画版ではその後も描かれ、最高裁で心神耗弱が認められ死刑を回避し禁固二十五年の判決を受けた（現実の裁判では被害者数からしてまず極刑の回避は困難。仮に心神耗弱等の理由で減刑があったとしても無期懲役ではないのに二重の不可解さがある）。さらにラストの数年後には成長した怜花が外出しているときに蓮実らしき人物が目の前に現れている。
酒井 宏樹（さかい ひろき）
演：篠井英介
教頭。根っからの小心者。管理教育の権化で責任回避と隠蔽に長けており、蓮実の問題解決能力に全幅の信頼を置いている。愛車は銀色のレクサス・IS。禁煙中だったが、ある事故で愛車が大破したときには吸殻を灰皿に大量に積み上げた。事件後は行方をくらましている。
「序章」では出張中で登場せず、彼の役回りは灘森校長が兼ねている。
真田 俊平（さなだ しゅんぺい）
演：山中崇
28歳。数学科の教師兼二年三組の担任。軟式テニス部の顧問。スポーツマンらしい長身と少年の様な甘い顔たちの爽やかな印象の熱血漢。生徒達の人気投票では蓮実に次ぐ不動の二番手に位置する。酒に非常に弱い。愛車は黄色のマツダ・RX-8。
「一人も落ちこぼれを作らない」を信念にしており、他の教師には批判的な早水圭介も彼には信頼を寄せていた様である。学校に“影の支配者”が存在することを薄々感じており、それを察知した蓮実に酒酔い運転による人身事故の濡れ衣を着せられ、免職となり学校を去った。原作のラストでは怜花と雄一郎と喫茶店で対面する場面が描かれている。
映画版では白衣を着ており、登場するものの彼に関するエピソードは省略されている。
田浦 潤子（たうら じゅんこ）
演：高岡早紀（序章）小島聖（映画版）
養護教諭。緩やかにウェーブした髪とうるんだ瞳を持つ、妖艶な容姿と裏腹に豊かな母性を有した女性。夫は十五歳年上で、大企業の部長職に就いている。欲求不満の捌け口に、早水圭介を始めとした男子生徒や蓮実と肉体関係を有している。作中、最初に名前が登場した人物でもある。
実写版では圭介など肉体関係の一部は省かれている。
水落 聡子（みずおち さとこ）
演：中越典子（序章のみ）
スクールカウンセラー。国立大学の大学院を卒業したばかりの臨床心理士。経験は浅いものの生真面目で融通が利かない性格の持ち主。ショートカットヘアに薄化粧と清楚な印象の若々しい女性で、蓮実や真田から好意を寄せられている。
序章では当初こそ蓮実に好意を抱いていたものの、彼が作成していた生徒相関図を見て徐々に彼の本性へ迫っていくこととなり、最終的に殺害されてしまう。
園田 勲（そのだ いさお）
演：高杉亘（序章のみ）
体育科教師で生活指導担当。空手部の顧問。黒いジャージ姿が常の威圧的な巨漢で、数多ある綽名の一つは「熊殺し」。昔気質の強面で体罰に頼る傾向が強いが、武闘家らしく自他に厳しく情に厚い生徒思いの教師である。体育大学の学生時代、空手道の全国大会で優勝経験があり今でも鍛錬は欠かしておらず、その実力は暴れていた蓼沼を蹴り一発で制圧してしまうほど。怜花からは「暴力を究めるという奇怪な目標のために生き、躊躇わず素手で人を殺すことができる」と評され、恐れられている教師の一人。
惨劇の夜、食中毒で入院する羽目になった猫山に代わって宿直を担当し、蓮実との乱闘の末に殺害される。
映画版では登場しないため、蓮実に殺されることはなく生存している。また、一部の役割は柴原が担っている。
柴原 徹朗（しばはら てつろう）
演：山田孝之 （実写映画版）
体育科の教師兼生活指導部の教員。チンピラが間違って教師になってしまった様な下劣な人物（いわゆるモンスターティーチャー）で、生徒はおろか同僚からも評判は極めて悪い。臙脂のジャージ姿で竹刀を常に携帯しており、下品な内面が滲み出た容貌の持ち主。綽名は「変態マントヒヒ」。蓮実からは「性悪の日本猿」。すぐに暴力に訴えるものの、屈強な園田には媚び諂う等、根は小心者。女子生徒を脅迫して肉体関係を持とうと目論むが、蓮実に阻止されたため彼を恨んでいる。2年4組の吉田桃子とは肉体関係にある。
惨劇の夜では桃子と性交渉するために学校に潜り込んでいたが、2年4組の生徒らに犯人と勘違いされてリンチを受け、その直後に蓮実から身を守る盾にされ、蓮実の謀略により高木が放った矢によって首を射抜かれ殺害される。
実写版では剣道部の顧問。基本的に粗暴な性格であることは変わらないが、ドラムの演奏が得意なことから一部の生徒に一目置かれており、生徒にジュースを奢るなど、面倒見のいい一面も描かれており、釣井同様に原作よりは良心的な性格になっている。惨劇の夜に異変に気づくも、蓮実に隙を見せてしまい銃殺される。また、映画版には登場しない園田の役割も兼ねている。
高塚 陽二（たかつか ようじ）
演：岩原明生
英語科の教師。無類の甘党で、肥満体型。そのため生徒からは「ヘビー・メタボリック」を略して「ヘビメタ」と呼ばれるが、本人はヘヴィメタルの略称だと思って喜んでいる。無類の音楽好きで蓮実に一貫して好意的。趣味のブログで学校絡みの日記を公開している。
釣井 正信（つりい まさのぶ）
演：吹越満
五十代半ばの数学科の教師。1970年代に大量採用された所謂「でもしか教師」の中でも最悪の部類に入る教職員。綽名は「ツリー」。冴えない容貌の持ち主で、授業は学級崩壊寸前な上に生徒達から陰湿な嫌がらせを受けている（主犯格の蓼沼将大は1年生の時の受け持ちの生徒で、柚香によると1年の時、無実だったのにもかかわらず生徒の金を盗んだと決め付けたことがあった）。怜花と蓮実によれば「泥に塗れ沈黙する巨大な鰐」。生徒にほとんど関心を寄せないが、自身の本性を見抜き恐怖する怜花には興味を抱いた。
常に陰鬱な空気を纏っており、痰が絡んだ覇気の欠片も見当たらない関西弁が特徴的だが、実際には危険な本性を隠し持っており、かつて校長の灘森と不倫関係にあった自身の妻を殺害し、自宅の床下に埋めている。それ以来は精神的な疾患に悩まされ、抗うつ薬が手放せない。灘森の弱味を握っていることで、学校の裏の支配者となっていたが、ある経緯から蓮実の経歴を調べ上げ真実に迫るも、それを察知した蓮実に電車内で自殺に見せかけて殺害される。
実写版では八木沢克也の設定が流用され、物理科の教師でアマチュア無線部の顧問兼圭介の所属する二年一組の担任も務めており、原作では無かった圭介との対話シーンが随所に追加されている。また、関西弁ではなく標準語で喋る。蓮実と頻繁に接触する聡子に彼の危険性を知らせる、聡子に執着する理由を「私なりの罪ほろぼし」と述べる等、原作よりも良心的な性格に変更されている。また妻からプレゼントされたネクタイを大切にしていたり、妻のためにケーキを買って帰宅するなど、妻に対する愛情や、事件を起こした罪悪感なども歪ながら描写されている。
猫山 崇（ねこやま たかし）
生物科の専任教師。二枚目俳優のような整った顔立ちだが、小動物の骨格標本作りが趣味で、声と態度が不気味なことから、生徒からは「猫祟り」と呼ばれる。独特の笑い声とイントネーションが特徴的。片桐怜花曰く「無害かつ無益」。
自らの出城である生物・化学実験室には蓮実がよく出入りしている。本人は気付いていないが、度々蓮実に殺害されかけるも危うく難を逃れている。なお、実写版には登場しない（ただし、教員のリストには名前が載っているため、存在自体はしている模様）。
堂島 智津子（どうじま ちづこ）
演：池谷のぶえ
国語科の教師。四十代後半の小太りのベテラン教師。偏狭なまでにジェンダー教育に熱心で、ヒステリックな言動が目立つ。理事長の遠縁に当たり、周囲からは敬遠されている。蓮実を目の敵にしているが彼の謀略により車に撥ねられ重傷を負い、職場復帰の道を絶たれた。
映画版では登場するものの、彼女に関するエピソードは省略されている。
久米 剛毅（くめ たけき）
演：平岳大
美術科の教師。美術部の顧問。長身痩躯の芸術家らしい風貌と超然とした態度から、教職員の中でも異彩を放っている。実家は居酒屋チェーン等を経営する昔からの大地主で資産家。市内に個人所有のマンションが点在しており、都会的な洒落た装いでクレー射撃が趣味。愛車は黒色のポルシェ・ケイマン。同性愛者であり美術部生徒の前島雅彦と恋愛関係にあることを蓮実に知られ、それをネタに度々脅迫されマンションや車を提供させられるなど散々食い物にされた挙句、惨劇の夜には犯人に見せかけて殺害される。
灘森 正男（なだもり まさお）
演：岩松了
校長。恰幅の良い日本人離れした風貌こそ立派だが、日和見の事なかれ主義者で演説は退屈。かつて釣井の妻と不倫関係にあり、その時の諍いから釣井に弱味を握られている。事件後は精神病院に収監されている。
その他の教師
- 大隅 康文 - 数学科の主幹。晨光町田では最も人格者と言われている人物で温厚篤実な性格の持ち主。
- 北畠 洋子 - 二年五組の担任。四十代半ば。英語教師。真面目な性格で生徒たちからの人気はあるものの気が弱く、男子生徒に厳しく接するのが苦手で蓮実がよく援助する。
- 桜木 正道 - 二年六組の担任。日本史教師。定年間近のベテラン教師だが、釣井同様の「でもしか」教師で残業は一切しない。女子生徒を好色な眼差しで見ている小心者。
- 八木沢 克也 - 物理教師。アマチュア無線部の顧問を務める。携帯電話を利用した集団カンニングを防ぐために、酒井教頭の命を受けた蓮実に唆され、違法な妨害電波を校内に流した。映画版では登場せず、一部の設定が釣井に流用されている。
- 竹本 晋太郎 -三十代の化学教師。真田や蓮実の次に若い。オンラインゲーム中毒者で学校では常に眠そうにしている。
- 広瀬 清造 - 理事長。
- 小林 真弓 - 音楽教師。
- 井原 恒 - 古典の教師。春風駘蕩といった穏やかな人物。
- 牛島 - 剣道部の顧問。

### 二年四組の生徒
蓮実聖司が担任をする文科系のクラスで男子二十名、女子二十名の計四十名が在籍。特に問題児が集中しているクラスとして教職員からも危惧されている。実はクラス分けの編成会議で、蓮実が容姿の優れた女子生徒（片桐怜花、安原美彌、小野寺楓子、去来川舞、牛尾まどか、柏原亜里）欲しさに問題児（蓼沼将大を始めとした不良グループやその被害者たち）を引き取ったという歪なクラス。事件で怜花、雄一郎、美彌以外の全生徒が死亡。この一件で本校は閉校されることとなった。
本項では各メンバーを分割して記述する。(序)は『－序章－』にも出演。●は猟銃で殺害された学生、○は猟銃以外の物で殺害された学生。

#### 主要生徒
片桐 怜花（かたぎり れいか）
演：二階堂ふみ
生徒側の主人公。心に不思議な影を持つ女子生徒。普段は内向的かつ繊細で引っ込み思案だが、本来は感受性豊かで思いやりある性格の持ち主。
ショートボブの髪型に大きな瞳と細い顎、美彌と同じ背丈の可愛らしい容姿の美少女。同級生に隠し撮りされていることから、多数の隠れファンがいる模様。その容姿ゆえに蓮実から「理想の王国」実現のために、問題児たちを受け入れる代償として欲せられた蓮実自慢の美少女コレクションの一人。
幼いころから異様に直感が鋭く、他者の潜在的な悪意や本性を読み取る稀有な能力を有する。暴力的な園田や柴原、粘着質な釣井はおろか、絶大な人気を誇る担任教師の蓮実の本性も見抜き彼らを警戒している。この稀な能力は、家族や友人といった親しい関係者からも理解されづらく、故に孤独を抱えやすい。クラス内では孤立気味で、他の女子生徒の大半からは敬遠されている。小野寺楓子とは中学からの親友同士。早水圭介や夏越雄一郎からは密かに好意を抱かれており、彼等とともに蓮実の正体に肉薄する。小学校時代のトラウマから、学校や教師に不信感を抱いている。
惨劇の夜では、生き残った生徒が自分と雄一郎を含めたわずか数名となった際、雄一郎の提案で彼と共に避難ハシゴを使って校舎からの脱出を試みる。それを目撃した蓮実によって雄一郎もろとも射殺されたと思われていたが、このとき蓮実が撃ったのは、雄一郎と怜花が既に蓮実に射殺された楓子と有馬透の死体に自分達の制服を着せていたものであり、二人の生存が、蓮実の犯行を暴くきっかけとなる。
実写映画版では、自分の犯行を暴かれ警察に逮捕されてもなお、口笛を吹くなど余裕の態度を崩さない蓮実の常軌を逸した言動に愕然とする。その際に、蓮実の視点では一時的に左目が白濁して見えており、ここのみ、怜花のことを「ムニン」と呼んだ。
安原 美彌（やすはら みや）
演：水野絵梨奈
セミロングヘアに瞳が印象的な美少女。同級生や教師間にも隠れファンが存在するほどの相当目立つ容姿を持ち、特に成人男性からは性的な対象とみなされやすい。怜花同様、容姿ゆえに蓮実から「理想の王国」実現のために欲せられた蓮実自慢の美少女コレクションの一人。クラスの女子のリーダー格。
阿部美咲ら親衛隊と比較的親しく、横田沙織を美彌本人は親友と思っている（蓮実は、沙織は美彌の子分のような存在だと考えている）。怜花とは、一年生の時から彼女をイジメていたことに加えて、両者の性格・価値観からみても不仲である。蓼沼やその子分達、親衛隊の面々と遊び回ることも多い。クラスのボスである蓼沼からも一目置かれる程気が強いが、本来は自罰的で他人の支配を求める傾向が強く、年相応の脆さと思慮の到らなさを抱える。横暴に振る舞う一方で、対人関係に意外と気を遣っており、クラス内での人望はある。成績は芳しくないが、蓮実の影響からか英語だけは勉強している。
両親の離婚が原因で大人に対する不信感が根強い。現在は母子家庭で、母親は精神不安定にある。
万引きの一件をネタに柴原に肉体関係を迫られていた所を蓮実に救われて以後、彼に篭絡され肉体関係に溺れる。蓮実からは「担任教師を喜ばせるペット」として調教され、本人はそれを「純愛」と信じて従順に従う。
物語後半、彼の犯罪の証拠となるものを見つけてしまったため邪魔者となり、校舎の屋上からの飛び降り自殺に見せかけて殺害されたと思われたが、物語の最後で一命を取り留めていたことが判明する。病院に搬送されて以後は沈黙を守り続ける。
夏越 雄一郎（なごし ゆういちろう）
演：浅香航大
片桐怜花・早水圭介とは一年生の時のクラスメイトで友人。容貌は小柄でずんぐりとした体型と善良そうな丸顔（怜花曰く「コアラのマーチにそっくり」）。
温厚篤実な性格の持ち主で滅多なことで怒らない。自己主張は控え目でクラスでも目立たない部類だが、実は頭の回転が早く、適応能力と状況判断が的確で頼りになる存在。自己顕示欲の強い渡会健吾や担任の蓮実からもその点から、一目置かれている。
圭介とはフットボール同好会からの親友。この友人二人ほどではないものの、蓮実に懐疑的。熱狂的な阪神タイガースファンで、カラオケの定番は六甲おろし（ただし、文庫版ではヤクルトスワローズのファン）。演歌が妙に上手い。
惨劇の夜、怜花共々蓮実の犯行を疑いながらも渡会健吾の指揮するグループで籠城作戦を決行する。怜花に想いを寄せるものの、圭介と互いへの遠慮から進展には至っていない。
蓼沼 将大（たでぬま まさひろ）○
演：KENTA
軽音楽部。二学年を仕切るボスである不良。ボクシング経験者で高い身体能力を持ち、イジメや恐喝、暴力行為を含む悪行の常習犯。入学直後から当時の手が付けられない問題児を叩きのめして勇名をはせており、他校の生徒に暴力を振るうなどして数回の停学処分を受けている。
上述の性質から教師や同級生からの評判はすこぶる悪く、家庭環境が複雑で理解者が少ないため、荒れた言動を繰り返すが根は一途で純粋。高橋柚香とは両想いではあるが、蓼沼自身が女性に奥手なため、進展はしていない。蓮実には危険分子と見なされ、彼の謀略により退学に追い込まれる。バンドを組んでおり、ドラムを担当。バンドメンバーの泉哲也、芹沢理沙子、松井翼とは一年生のときに同じクラスだった。
退学後、文化祭の準備中にバンドメンバーからの誘いを受けたことをきっかけに、かつての母校に潜入。そこで惨劇の夜に巻き込まれる。バンドメンバーの仇を討つために陸上部のやりで蓮実を殺そうとするが、首の骨を折られて死亡する。
実写版では、家庭内暴力による虐待を受けており、生徒の中では最初に蓮実に抹殺されている。
前島 雅彦（まえじま まさひこ）●、○（実写映画版）
演：林遣都
美術部。華奢で女性的な男子生徒。内向的で意志力に欠けており、蓼沼将大たちからイジメの標的にされ、恐喝に遭っていた。
実は同性愛者で、顧問の久米とは恋人関係で相思相愛の仲。成績は芳しくないものの頭は悪いわけではない。イジメられっ子としてクラス内でも孤立気味だが、同級生に嫌われている訳ではなく、特に女子生徒には好感を抱かれている。怜花とも比較的親しい。
実家は個人商店だが、金銭面の管理はしっかりしている様子。高所恐怖症で、ホラーの特殊メイクが得意。
惨劇の夜では終盤まで生き残るが、蓮実から久米が犯人だと言われて動揺。蓮実が怪しいことには気づいていたが、なす術なく射殺される。
実写映画版における惨劇の夜では、蓮実に散弾銃で撃たれて重傷を負いながら、清田梨奈が自殺に使用したカッターナイフで反撃するも、蓮実に喉を刃物で刺され殺害される。

#### その他の男子生徒
有馬 透（ありま とおる）●
演：磯村洋祐
サッカー部。大のイベント好きで、自他ともに認めるお調子者だが状況に応じて判断している。イジメっ子、イジメられっ子に偏見なく自然に接することができる生徒。
鈴木章と田尻幸夫とは友人同士。
惨劇の夜、当初は屋上に逃げるために美咲たちについていく。屋上へ続くドアが開かないことを知り楓子たちと一緒に逃げ出すが、蓮実に射殺される。その後、死体は雄一郎の制服を着せられ、避難ハシゴにて蓮実に射撃された。
伊佐田 直樹（いさだ なおき）●
演：宮里駿
野球部。卓馬のグループのメンバー。基本的に慎重かつ堅実な性格。独特な錆びた声が特徴の少年。成績はそこそこなものの、学校に潜在的に不満を抱いており、早水圭介の集団カンニングに参加した。タバコはマイルドセブンを愛用。
惨劇の夜、蓮実を盲信することなく三階に留まる。終盤には健吾、聡とともに階段を降りるが、蓮実が仕掛けた罠によって重傷を負い、その後三人もろとも射殺される。
映画版では卓馬、拓人、涼太、修平、聡と脱出を試みるが、階段の踊り場にて殺害される。
泉 哲也（いずみ てつや）●
演：武田一馬
軽音楽部。長身痩躯、彫りの深い顔たちのミュージシャン然とした風貌の生徒。年の離れた兄の影響で幼少期から洋楽（特にドリーム・シアター）に傾倒しており、蓼沼将大たちとコピーバンド「ドレッド・シアター」を組んでいる。担当のリードギターの実力はプロ並みとの賞賛を浴びる程、高い評価を受けている。
蓼沼にとって数少ない理解者。バンドメンバーの芹沢理沙子に好意を抱いている。高木翔は友人。蓮実にバンドメンバー共々抹殺される。
加藤 拓人（かとう たくと）●
演：荒井敦史
サッカー部。蓼沼将大の子分だが、蓼沼のようなあからさまな不良として振る舞うのは抵抗がある。明るい性格で男子の輪の中心人物。
惨劇の夜、学校外に助けを呼びにいくために卓馬、涼太、修平とともに一階に降りていくが、保健室に追い詰められて射殺される。
木下 聡（きのした さとし）●
演：中島広稀
水泳部。卓馬のグループに所属。女子受けが良く、一年生時は相当モテたものの好みが細かすぎるため、恋人はいない。伊佐田同様、現状への不満から早水圭介の集団カンニングに参加した。
惨劇の夜、蓮実を盲信することなく三階に留まる。終盤には健吾、直樹とともに階段を降りるが、蓮実が仕掛けた罠にかかる。蓮実と健吾が話している隙に1人で逃げ出そうとするが、すぐに射殺される。
映画版では卓馬、拓人、涼太、修平、直樹と脱出を試みるが、もろとも射殺される。
佐々木 涼太（ささき りょうた）●
演：鈴木龍之介
蓼沼将大の子分で彼に次いで喧嘩は強い。加藤同様につるんではいるが、心底では蓼沼を嫌っている。蓼沼の退学後、卓馬のグループと行動を共にするようなった。将来は家業の土建屋を継ぐものだと本人は思っている。小学校時代に少林寺拳法を習っていたため、運動神経は良い。
惨劇の夜、学校外に助けを呼びにいくために卓馬、拓人、修平とともに一階に降りていくが、保健室に追い詰められる。直後に現れた蓮実に不審な目を向けるが、なす術なく射殺される。
映画版では卓馬らと共に一階に降りる工程は同じだが、保健室ではなく玄関から脱出を試みた際に殺害される。
塩見 大輔（しおみ だいすけ）●
演：横山涼
雄一郎曰く「意識のある間は」常に受験勉強をしているが、渡会健吾や去来川舞には及ばず学年中位をキープしている。中学時代は卓球で都大会の常連だった。五部刈り頭に額縁眼鏡という絶滅危惧種な風貌。
惨劇の夜、健吾の提案に乗ってさとみと共にロープで三階の窓から脱出するが、待ち伏せしていた蓮実に射殺される。
映画版では、窓から侵入してきた蓮実から逃げるためにバリケードを崩していくが、尚志に押し退けられた挙げ句射殺される。
鈴木 章（すずき あきら）●
演：竹内寿
テニス部。場の空気を読まず無神経な発言をするために、クラスでは浮いた存在の生徒。有馬透とは気の合う友人。かつて牛尾まどかと交際していた。
惨劇の夜、当初は屋上に逃げるために美咲たちについていく。屋上へ続くドアが開かないことを知り、四階の窓の外で美穂と一緒に窓枠にしがみついて隠れていたが、蓮実に気づかれて射殺される。
高木 翔（たかぎ かける）●
演：西井幸人
アーチェリー部のキャプテンで将来有望のエース。インターハイの団体戦では準優勝、個人戦では優勝するほどの実力を持つ。高校入学からアーチェリー一筋だが、行事にも積極的に参加。男女ともに好意的に接している。一年生の時に同じクラスだった白井さとみとは互いに好意を寄せている。
惨劇の夜に偶然アーチェリー用具一式を所持していたことから、反撃を試みる。隠れたヒーロー願望の持ち主。待ち伏せして矢を放ち、見事目標の首に命中するも、それは柴原であり、確認に出て行った所を蓮実に殺される。
実写映画版では、卓馬らの脱出に乗じて校外への脱出に成功し、通行人に助けを求め、警察を呼ぶも、さとみを助けるために単身学校へと戻る。蓮実に矢を放つも、蓮実の撃った散弾銃の弾丸に当たって逸れたため、命中させる事が出来ず、そのまま銃殺される。映画版ではあくまでもさとみを守ろうと行動を起こしたため、原作でのヒーロー願望は見られなかった。また、蓼沼が既に抹殺されているため、彼の役割も兼ねている。
田尻 幸夫（たじり ゆきお）○、●（実写映画版）
演：藤原薫
一年生の時、蓼沼将大にイジメられていた目立たない生徒の一人。着任して間もない蓮実が加害者を説得して問題を解決したことから、彼に全幅の信頼を寄せている。
アイドルやアニメに関心が強く、B級アイドルのヒットしなかった曲を最後まで歌い切ると願いが叶うと信じている。また、自分自身を存在価値のない人間だと思い込んでおり、パニックに陥るとしばしば現実逃避する。
惨劇の夜、美咲が率いるグループと行動を共にする。クラスメイト全員が虐殺されても自分だけは生き残りたいと願っていたが、もろとも抹殺される。白井さとみに思いを寄せており、尚志のDVDの顧客。
映画版では蓮実の指示に従い屋上へ向かう。他の生徒が惨殺されていく中、自身は負傷したのみで済んでおり死んだふりをしていたが、蓮実には気づかれ抹殺された。
坪内 匠（つぼうち たくみ）●
演：堀越光貴
小学校、中学校共に友人も多く、入学直後は積極的で目立つ存在だったものの、蓼沼将大に目を付けられイジメられていた生徒。イジメのトラウマによる恐怖心から不登校気味で、進級してからも保健室登校が続く。小野寺楓子のファンで尚志のDVDの顧客の一人。
惨劇の夜、当初は屋上に逃げるために美咲たちについていく。屋上へ続くドアが開かないことを知り楓子、亜里、悠希、透、肇と一緒に逃げ出すが、もろとも蓮実に射殺される。
映画版でも同様に蓮実の指示に従い屋上へ向かうが、原作と異なり逃げ遅れてしまい、他の生徒もろとも惨殺された。
中村 尚志（なかむら ひさし）●
演：米本来輝
実家が地元の電気屋で本人も電気オタク。基本的に争いを好まない平和主義者。学校行事では必ずESSや怜花といった美人の女子生徒ばかりを映したビデオ撮影をしており、それを男子生徒に売って小遣い稼ぎをしている。その為女子生徒の大半から顰蹙を買っている。亜里に好意を抱いている。
惨劇の夜、健吾の指揮するグループで電気に関する知識を駆使して反撃を試みる。
映画版では、窓から侵入してきた蓮実から逃げるためにバリケードを崩していくが、彼に惨殺される。またその際、頭部に装着していたビデオカメラも破壊されている。
鳴瀬 修平（なるせ しゅうへい）●
演：永瀬匡
バスケットボール部。卓馬のグループのメンバー。実父の鳴瀬明男は日本で五指に入る大手法律事務所の弁護士。教師に対して反抗的で、授業中に暴力を振るった体育教師の園田を訴えようとした。他校の女子に人気があり、合コンに頻繁に参加している。怜花や圭介、雄一郎とは一年生時に同じクラスだった。卓馬や直樹、聡たちと仲が良い。
映画版では卓馬たちと一緒に一階に降りようとするが、蓮実に見つかり負傷した拓人を抱えて保健室に逃げ込むものの射殺される。また、射殺された際起動したAEDに録音された蓮実と修平の会話が、蓮実逮捕の決め手になる。
松本 弘（まつもと ひろし）●
演：工藤阿須加
テニス部。クラス委員で単純で分かりやすい性格な上、優柔不断。
「何事もそれなりに」がモットーで交友関係は広く浅い。学校に内心不信感を抱く生徒の一人。集団カンニングに参加している。家族仲は良く、かなりのゲーマー。尚志や健吾とはゲーム仲間で、DVDの顧客でもある。
映画版では、窓から侵入してきた蓮実から逃げるためにバリケードを崩していくが、彼に惨殺される。
山口 卓馬（やまぐち たくま）●
演：岸田タツヤ
ラグビー部。長身のスポーツマンで一見強面だが、愛嬌ある一本気な好青年。男子の中心的グループのリーダー格で部活内での人望も厚い。蓼沼将大と並ぶクラスのボス格で、彼とは中学からの腐れ縁かつ犬猿の仲だが、心の底では互いを認めている。楓子とは両想いで周囲の何人かは気付いている。尚志のDVDの顧客。
惨劇の夜、救助を求めて修平らと共に校舎からの脱出を試みるが、蓮実に遭遇してしまい殺害される。
脇村 肇（わきむら はじめ）●
演：秋山遊楽
写真部。内気で気弱な性格の持ち主。
内臓疾患で体重が90kg以上あることを理由にクラス内でもイジメの標的となっている。また、真面目な生徒からも都合のいい使いっ走り扱いをされている。ただ本人はイジメられているとは考えていないようで、その地位に安住している。
動物の飼育と読書、写真撮影が趣味。実家ではペットのハムスターを飼育している。
映画版では蓮実の指示に従い屋上へ向かうが、他の生徒もろとも惨殺された。
渡会 健吾（わたらい けんご）●
演：尾関陸
渾名は「こぶた」。一年生時から不動の学年トップの座を守っており、進学先に東京大学を希望。
小太りの体躯に似合わない他人を見下す様な鋭い目が特徴。頭の回転は速いものの、自己顕示欲が強く狡猾、嫌味な態度でクラス内での人望は皆無に等しい。大の面食いで可愛い女の子に目がなく、亜里に好意を抱く。尚志のDVDの顧客。同級生の大半を「蓮実教の信者」と見下しているが、雄一郎の実力は密かに認めている。
惨劇の夜には三つのグループに分かれた生徒たちのうち、一つのグループの指導的立場に立つ。三階に籠城するが、手段を選ばないやり方から雄一郎と口論になる。その後直樹、聡と共に2階へ降りようとするが蓮実の罠に引っ掛かり、命乞いをするものの射殺される。
映画版では、蓮実がロープを伝って侵入してきた際に、死亡したさとみを罵倒したことから菜々に殴られ気絶。その後原作と同じように蓮実に命乞いするものの射殺される。

#### その他の女子生徒
阿部 美咲（あべ みさき）●
演：小島藤子
蓮実親衛隊のリーダー格で、親衛隊では唯一のESS部員。
気は強いものの、年相応の脆さと無邪気な一面もある。怜花らクラスの逸れ者を嫌い、高圧的に接する。狂信的な蓮実教信者の1人で喧嘩っ早い。美彌とは親しい間柄でクラス内での発言権は彼女に次ぐ。
惨劇の夜、怜花達の警告を無視してクラスの大半の生徒を引き連れ、蓮実の指示に従い屋上へ向かうが、他の生徒もろとも、彼に惨殺されることとなる。
小野寺 楓子（おのでら ふうこ）●
演：夏居瑠奈
2年4組の委員長でクラスの中心的グループ。ESS部員。ショートボブの怜花と似た風貌の美少女で中学時代からの無二の親友。
男女を問わず誰からも好かれる明るく社交的な性格とリーダーシップを持つ女生徒。所謂、蓮実教信者の1人で、蓮実が「理想の王国」のために手に入れた蓮実自慢の美少女コレクションの一人。蓮実の評価では「羊達の群れにいる山羊」。山口卓馬と惹かれあっている。
実写版では、門限も含めて特に父親の束縛が厳しく、家庭環境に悩んでいる描写がある。
去来川 舞（いさがわ まい）●
演：林さくら
ESS部員で蓮実自慢の美少女コレクションの1人。 常に学年10位をキープしている才色兼備の女生徒。聡明かつ冷静、明るく努力家な少女。大人びた言動で周囲の暴走を制止することも多い。楓子や怜花とは親しく修学旅行先のホテルのルームメイト。
牛尾 まどか（うしお まどか）●
演：神崎れな
ESS部員で蓮実自慢の美少女コレクションの1人。おっとりした癒し系の美少女。
かなりの読書通で2歳上の姉の所有している本と合わせて実家の蔵書量は膨大。少女漫画が特に好き。学習塾に週3日は通っており、成績は上位に位置する。
両親が共に教員という家庭で、英才教育を受けて育つ。
柏原 亜里（かしわばら あり）●
演：秋月成美
ESS部員で蓮実自慢の美少女コレクションの1人。黒髪のセミロングヘアに色白の肌の「ミス晨光町田」と言われている学年一の美少女。自身も美貌は自覚している様で学内ではアイドル的人気を誇るが、決して高飛車には振る舞わない。人当たりのいい性格の持ち主で滅多に怒らない。楓子や柚香と仲がいい。
清田 梨奈（きよた りな）●、○（実写映画版）
演：藤井武美
バドミントン部所属。真面目なものの内気で押しに弱い。父親の清田勝史はモンスターペアレントで、親子関係は悪く、無断外泊を繰り返している。後に自宅が蓮実の放火による火災で全焼、父親が焼死した事件が切っ掛けで、同級生と打ち解けるほど明るい性格に変貌した。
映画版では星田亜衣と死に方が入れ替わっており、恐怖に耐えかねてカッターナイフで手首を切り自殺した。
久保田 菜々（くぼた なな）●
演：山本愛莉
剣道部所属で大会優勝候補の一人。剣道二段。冷静沈着だが大多数の生徒同様、蓮実に従順。剣道部以外にも男女共に友人は多い。田尻幸夫を虐めている生徒の一人。惨劇の夜では雅彦と共に終盤まで生き残るが、蓮実に傷を負わせるものの射殺される。
佐藤 真優（さとう まゆ）●
演：綾乃美花
映画版ではESS所属。蓮実親衛隊の1人だが、美咲と彩音ら血の気の多い他生徒に比べて、幾分かは穏やかな性格の持ち主だが、結構大雑把な一面もある。家族関係は良好。
白井 さとみ（しらい さとみ）●
演：松岡茉優
剣道部所属で大会優勝候補の一人。剣道二段。奈々とは親友同士で蓮実信奉者の一人。勇猛果敢で比較的真面目で積極的な生徒の部類に入る。高木翔とは両想い。
惨劇の夜、健吾の提案に乗って大輔と共にロープで三階の窓から脱出するが、待ち伏せしていた蓮実に射殺される。
映画版では、健吾の提案ではなく自分からロープで三階の窓から脱出するが、翔が大声を出したことで気づかれてしまう。直後に翔が射殺され、呆然としていたところを蓮実に射殺される。
芹沢 理沙子（せりざわ りさこ）●
演：塚田帆南
軽音楽部所属。コピーバンド「ドレッドシアター」の紅一点でキーボード（シンセサイザー）担当。中学生の時に吹奏楽部の女子グループでガールズバンドを結成していた。蓼沼将大の数少ない理解者の一人で、哲也に好意を抱いている。実写映画版では、常に右目に眼帯を付けている。
高橋 柚香（たかはし ゆずか）●
演：菅野莉央
バレーボール部所属。ポニーテールと特徴的な声の持ち主。しっかり者で健気な少女で男女共に人気がある。授業態度も真面目で問題の少ない生徒。理沙子の友人でバンドメンバーとも親しく、蓼沼将大とは互いに好意を抱く。バンドメンバーを始め、二人の思いを知る者たちは成就させようとしている。
塚原 悠希（つかはら ゆうき）●
演：山崎紘菜
バスケットボール部所属。クラスの女子の中では一番太った体型。目立たない男子生徒とも気さくに話す寛容な性格。亜里や美穂とは友人、怜花とも親しい。実家は美容院で、文化祭の催し物のためにマネキンを提供した。将来は理容師を目指して、専門学校への進学を希望している。蓮実の隠れファンで英語を必死に勉強しているが、成績は良くない。
惨劇の夜、当初は屋上に逃げるために美咲たちについていく。屋上へ続くドアが開かないことを知り楓子たちと一緒に逃げ出すが、蓮実に射殺される。
永井 あゆみ（ながい あゆみ）○
演：伊藤沙莉
ダンス同好会所属で放送委員。 声がハスキーボイスで特徴的である。縮毛矯正したセミロングヘアに小柄な体型の女子生徒。
噂やゴシップの類が多い芸能リポーター的な存在で口は極めて軽い。支離滅裂な一面もあるが、クラス内の情報通で重宝されている。また、誰にでも自然に接することができる生徒。蓮実にとっては「その他大勢の生徒」の一人。
文化祭の準備中に、蓮実と美彌の関係を偶然知ってしまい、クラス内でそれを暴露したことが“惨劇の夜”の引き金を引いてしまうこととなった。原作ではクラスで最初に蓮実に殺された。
実写版では、美彌の後をつけ、蓮実に遭遇。美彌の靴を発見すると同時に首を折られ死亡。
林 美穂（はやし みほ）●
演：藤本七海
水泳部所属。クラスでも行動派でかなり気が強い。男子生徒に特に口うるさく、何かしら不平不満を抱えている。修学旅行を含むイベントでは実行委員に選ばれることが多く、本人も満更でもない。悠希や亜衣、桃子と沙織と行動を共にすることが多く、そのグループの仕切り役。
惨劇の夜、当初は屋上に逃げるために美咲たちについていく。屋上へ続くドアが開かないことを知り、章と一緒に四階の窓の外で窓枠にしがみついて隠れていたが、章の凡ミスで蓮実に気づかれる。蓮実ではなくヘマをした章に怒りをぶつけながら、蓮実に射殺される。
星田 亜衣（ほしだ あい）○、●（実写映画版）
演：岸井ゆきの
怜花以上に内気で引っ込み思案、精神面も彼女以上に脆い。クラス内でも滅多に発言しない女生徒で平和主義者だが、時たま核心を突く発言もある。
梨奈と仲が良く、自身の母親と三人で外食に行く程に親密。お菓子作りが趣味で、将来はパティシエを希望している。
惨劇の夜、渡会健吾が指揮するグループに留まるが、度重なる悲劇に精神が極限状態まで追いつめられ、カッターナイフで手首を切り、自殺。
実写映画版では、清田梨奈と死亡シーンが入れ替わっており、トイレに隠れていたところを射殺された。
三田 彩音（みた あやね）●
演：山谷花純
映画版ではESS所属。蓮実親衛隊の1人で学校や休日でグループと行動を共にすることが多い。蓮実に気に入られようと常に媚びているものの勉強は苦手で、本人も勉強に対する努力よりもテレビや友達付き合いの方が優先事項な様子。
横田 沙織（よこた さおり）●
演：三浦透子
バドミントン部所属。IDとパスワードが必要な学校裏サイトを運営している、暗く目立たないパソコンオタクの女子生徒。
美彌同様に親衛隊に近く、保身目的で美彌の子分をやっている。物理が得意。実は他校在籍の彼氏がいるが、知る者はいない。
吉田 桃子（よしだ ももこ）●
演：兼尾瑞穂
テニス部所属。陰のある幼顔と豊満な胸を持つ女生徒。目立つことを好まず、授業中でも挙手および発言は滅多なことではしない。
交友関係は狭く深いため、グループ内でも友人と言えるのは数人。内気なところが共感できるのか、怜花とは比較的親しい間柄で交流がある。妹とは喧嘩も多いが仲は良い。ゲームにはまっている。
体育教師の柴原と何らかの事情で肉体関係にある。

### 蓮実の過去に関わる人々
熊谷 信二郎（くまがい しんじろう）
蓮実の中学一年生時の担任教師。風貌こそ冴えないが、全身全霊で教育に打ち込み、生徒やPTAの信頼も厚い名教師で、表面的には模範生にみえる蓮実の本質を見抜き、何かと気に掛けていた。ある意味で蓮実の恩師とも言える存在。蓮実が中学三年生時に「事故死」したとされる。蓮実の父・芳夫の発言によると、蓮実は熊谷が亡くなった日の夜に無断で外出していた。映画版には名前のみ登場。
蓮実 芳夫（はすみ よしお）
演：山口馬木也
蓮実の父親。内科の開業医。誠実で道徳意識が高い人物ゆえに、他者への共感能力が欠落した息子の殺人鬼としての本性を知り、蓮実を警察に突き出そうとしたが、その会話を盗聴していた蓮実によって夫婦揃って殺害された。
蓮実 佳子（はすみ けいこ）
演：眞野裕子
蓮実の母親。息子に無償の愛情を注ぐが、その息子に夫婦揃って殺害された。
松崎 みのり（まつざき みのり）
蓮実の母親の実弟で、京友禅の絵師である松崎武文と寛子夫妻の長女。東京で英語の教職に就いている。アメリカの投資銀行を追放され、フリーターだった当時の蓮実を心配して、アルバイトとして臨時の講師を紹介した。頭が良く美形の蓮実を慕っている。
石田 憂実（いしだ ゆみ）
京都在住期の蓮実の中学三年生時の同級生。鼻が低く美人とは言い難いが、不思議な愛嬌を持つ少女。
学習障害で成績は芳しくないものの、感受性の鋭さで蓮実の内面の欠落を見抜いてからは、彼にお節介を焼く様になる(蓮実自身は憂実のことを｢感情について教える家庭教師｣としていた)。学力不足のために高校には進学せず工場で働くが、職場の先輩からサービス残業を押し付けられた上に強姦され自殺した。
生前、蓮実に自身の殺害を頼むが、彼が殺すことを躊躇った数少ない人物。彼女の死は蓮実に大きな影響を与えており、安原美彌に無意識に彼女の面影を重ねるようになる。映画版には登場しない。
大村 (おおむら)
憂実が働いていた工場の先輩工員。憂実にセクハラやストーカー行為をしており、最終的に憂実を強姦して自殺に追い込んだ張本人である。それを突き止めた蓮実から｢共感能力を試すためのテスト｣と称して殺害される。
ジミー・モルゲンシュテルン
アメリカの大手投資銀行「モルゲンシュテルン」社の最高経営責任者。蓮実の犯罪行為に気付き、彼をテロリスト名簿に登録する形でアメリカから追放するなど、特権階級層として絶大な権力を有している。
クレイ・チェンバース
演：JAB
蓮実のハーバード大学在学時期の同級生。長身痩躯の快楽殺人鬼で蓮実に操られる形で犯行を重ねるものの、最終的には蓮実にガソリンを掛けられて生きたまま焼き殺された。蓮実曰く「間抜けな男だったが、数少ない友人」と言えた存在。蓮実は彼によって銃器類の扱いを習熟している。
実写映画版では、殺害した人間の目玉を飲み込む等、狂気的な嗜好が描写されている。他にも蓮実とは肉体関係があったことを示唆するような描写も描かれている。
園部 祥子（そのべ しょうこ）
蓮実の前任校である都立高校での受け持ち生徒。頭が良く勇気と行動力を併せ持った女子生徒。三人の同級生と共に蓮実の正体に気付いたため、飛び降り自殺に見せ掛けて殺害された。
佐々木 麻美（ささき あさみ）
短編「秘密」に登場。蓮実の前任校である都立高校での受け持ち生徒。園部祥子ら蓮実に批判的なグループの一人で、親友の栗栖こずえを巻き込まないために彼女の恋心に釘を刺した。その後、蓮実に殺害されたとみられる。
栗栖 こずえ（くりす こずえ）
短編「秘密」に登場。蓮実の前任校である都立高校での受け持ち生徒。担任の蓮実に淡い恋心を抱く。英語は苦手な様。
葛原 逸子（くずはら いつこ）
蓮実の小学校二年生時の担任。ヒステリーな中年女性で、年齢不相応に利発な蓮実少年を毛嫌いしたため、彼に復讐される。
松島 健太（まつしま けんた）
蓮実の小学校四年生時の隣のクラスの担任。真田に似た風貌の爽やかな男性で少年野球を指導していた。いわゆるスピード狂で、高速道路で事故死。蓮実は同級生に卑猥な行為をしているのを彼に見られて以来、野球チームに入れとしつこく誘われていた。
寒河江（さがえ）
蓮実の前任校である都立高校の教頭。責任感の強い、いかにも教師然としたタイプの人間。蓮実のシンパ。映画版では修学旅行のエピソードがカットされたため登場しない。
鳴海 優子（なるみ ゆうこ）
漫画版のみ登場。蓮実の小学校時代の同級生で現在は教師をしている。転校して隣の席になった蓮実に秘かに恋心を寄せており、蓮実を目の敵にする葛原教諭を嫌っていた。小学校の同窓会の相談を同級生の友人としていた最中に蓮実逮捕のニュースが流れ、衝撃を受けていた。

### その他
早水 圭介（はやみ けいすけ）
演：染谷将太
理系の2年1組の男子生徒。FC町田ゼルビアの熱心なサポーター。怜花と雄一郎の一年生時からの友人で、クラスが別になった現在も三人で行動を共にしている。怜花に異性として好意を寄せている。
斜に構えた態度と長身で大人びた風貌から女子人気も高いが、本性は素行に問題のある刹那主義の人物であり、皮肉屋な一面もある。成績上位だが退屈を持て余し集団カンニングの首謀者となっている。また、家出常習者で大麻を愛用、渋谷のクラブに出入りしている。頭の回転が速いことは自覚しており、自意識過剰な傾向がある。蓮実の真相に肉薄した故に、彼に校内で拷問された挙句殺害され、遺体は山中に埋められた。周囲は失踪したと認識している。
実写映画版では、2年1組の教室で釣井正信から蓮実の過去について聞かされた翌日に、全校集会で釣井の「自殺」を知り、蓮実が自分と釣井の会話を盗聴していたことを突き止めるが、それを察した蓮実によって気絶させられた上で、両手足と口をガムテープで縛られる。その夜に、蓮実に集団カンニングおよび釣井との会話について拷問の末、殺害される。圭介が全校集会の途中で体育館を飛び出し、怜花も教室に駆けつけたが、拘束された圭介は、蓮実によって教卓の裏に隠され、怜花からは姿は見えていなかった。事件後、怜花は警察に連行される蓮実に圭介の安否を尋ね、それに対する彼の反応を見たことで圭介の死を悟る。
原作と漫画版において、養護教諭の田浦潤子と肉体関係にある描写があるが、映画版では省かれている。
松井 翼（まつい つばさ）
演：宇治清高
2年2組の男子生徒。蓼沼将大、泉哲也、芹沢理沙子とバンドを組んでいて、ベース担当。高橋柚香とも親しい。“惨劇の夜”にバンドの練習で学校に来ていたため、バンドメンバーもろとも蓮実に殺された。
清田 勝史（きよた かつし）
演：滝藤賢一
清田梨奈の父親で、いわゆるモンスターペアレント。勤務先のスーパーマーケットでは副店長だが、実質的に苦情処理係を押し付けられており、その鬱憤を晴らすかのように度々学校に足を運んでは「娘がイジメられている」と担任の蓮実にしつこく詰め寄るが、それは本人の意思ではなく、彼の一方的な独断での可能性が高い。芝居がかった怒り方が特徴的。ヘビースモーカー。蓮実によって放火魔の犯行に見せ掛けて自宅に放火され（自宅の周りに猫除けのために大量のペットボトルを置いていたが、蓮実によって中身が灯油にすり替えられており、自身が吸い捨てた煙草の火がペットボトルに引火・延焼）、殺害される（梨奈は無断外泊しており無事だった）。
フギン & ムニン
毎朝、蓮実の家の庭に来るカラス。北欧神話の主神オーディンの眷属・フギンとムニンに因んで蓮実が名付けた。安眠を妨害されることに怒った蓮実の仕掛けた装置によって、一羽（フギン）が感電死させられた。もう一羽（ムニン）は左目が白濁しており、蓮実を見張っている。
ジャスミン
蓮実が美彌と密会する、久米所有の高級マンションで飼われているネコ。
山崎（やまざき）
蓮実の家の二軒隣に住む大家。人懐っこく大人しい筈の飼い犬のモモがいつも蓮実に吠えかかることを疑問に思っていた。
モモ
山崎に飼われている犬。蓮実に警戒心をむき出しにし吠え掛かる。蓮実により大量のタマネギを含んだハンバーグで餌付けされ、タマネギ中毒となり死亡した。
下鶴（しもづる）
演：矢島健一
所轄警察署生活安全課の刑事。麻薬絡みで早水圭介とは知り合い。二年前に発生した都立高校の四人の生徒の連続自殺した一件で蓮実を疑っており、上司の意向を無視して捜査を継続したことで、本庁刑事部捜査第一課から左遷させられた。
圭介を介して、彼の友人である怜花と雄一郎と面識を得る。下鶴が、蓮実が圭介の失踪に関わっていることを憂える二人に真剣に取り合わなかったことも、惨劇の夜を引き起す一因となった。
映画版では捜査一課所属の刑事で、蓮実を「良い教師」と評するなどさほど蓮実に疑いは抱いておらず、特に圭介との関わりもないため原作ほど存在感のある役割は与えられていない。
増渕（ますぶち）
捜査第一課の刑事。やや傲慢な性格で、殺人事件や強盗致傷など、深刻な問題で手柄を上げることを遣り甲斐にしているが、蓮実が引き起こした大量殺人には荷が重かった様。映画版では登場せず、代わりに下鶴の部下の小田嶋刑事が登場している。
釣井景子（つりい けいこ）
演：中越典子（序章のみ）
釣井正信の妻。学校の元事務員だが、派手好きな女性で夫とは不釣合いだった。夫には愛想を尽かしていたようで、灘森正男と不倫関係にあった。その後不倫がばれた灘森は釣井に対して謝罪したが、本人は逆にふてくされた態度で開き直ったため、逆上した釣井に殺害される。遺体は釣井と灘森の手によって自宅の床下に埋められた。「序章」では水落聡子と瓜二つの設定であり、釣井が聡子に蓮実の危険性を訴える遠因にもなっている。

## 書誌情報
- 単行本〈文藝春秋〉：2010年7月30日発行、[上] ISBN 978-4-16-329380-6 / [下] ISBN 978-4-16-329520-6
- 新書判〈文藝春秋〉：2011年11月15日発行、ISBN 978-4-16-380980-9 - 掌編「秘密」および「アクノキョウテン」収録
- 文庫判〈文春文庫〉：2012年8月10日発行、[上] ISBN 978-4-16-783901-7 / [下] ISBN 978-4-16-783902-4 - 上記2編収録

## 漫画
『good!アフタヌーン』（講談社）にて、2012年3月7日発売の21号に序章・第0話が掲載され、同年5月7日発売の22号から2015年7月号（6月5日発売）まで連載。作画担当は烏山英司。内容は原作をほぼ忠実に再現している。
- 烏山英司 『悪の教典』 講談社〈アフタヌーンKC〉、全9巻
  1. 2012年10月9日発売 ISBN 978-4-06-387844-8
  2. 2013年2月7日発売 ISBN 978-4-06-387873-8
  3. 2013年6月7日発売 ISBN 978-4-06-387893-6
  4. 2013年11月7日発売 ISBN 978-4-06-387933-9
  5. 2014年3月7日発売 ISBN 978-4-06-387961-2
  6. 2014年8月7日発売 ISBN 978-4-06-387982-7
  7. 2014年12月5日発売 ISBN 978-4-06-388016-8
  8. 2015年5月7日発売 ISBN 978-4-06-388054-0
  9. 2015年9月7日発売 ISBN 978-4-06-388080-9

## 映画
2012年11月10日、東宝系で公開のバイオレンス・ホラー映画。監督は三池崇史、主演は伊藤英明。R15+指定。
TOHOシネマズ日劇他全国309スクリーンで公開され、2012年11月10、11日の初日2日間で興収2億9,894万5,000円、動員21万5,059人になり、映画観客動員ランキング（興行通信社調べ）で初登場第2位となった。ラストに『TO BE CONTINUED』（続く）と出るのは、監督の三池崇史が原作やパンフレットでも続編を作りたいと語っているためであり、原作者の貴志祐介もパンフレットにて続きを書きたいと語っている。
本作と『その夜の侍』『のぼうの城』の3作品での演技により、山田孝之は第34回ヨコハマ映画祭助演男優賞を受賞している。

### 映画あらすじ
蓮実聖司は生まれながらに他者への共感能力を持たないサイコキラーである。14才の時、目障りな教師を殺した蓮実は、それに気づいた両親も強盗に見せかけて刺殺した。
長じた蓮実は高校の英語教師となり、今は2年4組を担任している。集団カンニングを阻止したり、万引きを知った教師に身体を要求された美少女の美彌を救い、慕われる蓮実。しかし、その裏では厄介なクレーマーの父親を火事で焼死させ、男子生徒を誘惑した裕福な美術教師をゆすって、美彌を抱く豪華なマンションを提供させていた。
物理教師でネクラな釣井は蓮実が高学歴なのに安月給の高校教師になった経緯や、自殺者が続いた高校から転任して来た事実を調べ上げた。4組の生徒で頭脳明晰な早水圭介に、その秘密を漏らす釣井。圭介は、蓮実が校内に盗聴器を仕掛けている事に気づいたが、釣井と圭介は蓮実に殺された。
蓮実はアメリカに留学して一流企業にも勤め、その間に同類のサイコキラーと交際して殺しや銃の扱いを覚えた。圭介を殺す前に、釣井から聞いた自分の過去を他の生徒に話したか確認したが、はっきりしない。男女の仲の美彌も疑いを持ち始めたことに気づき、クラス全員の抹殺を決める蓮実。
文化祭の前日に制作の遅れで学校に泊まり込む2年4組。犯人役として自殺させる為に美術教師を呼び出し、生徒たちを猟銃で撃ち殺して行く蓮実。全員を射殺し、自分も殴られた傷を付けて倒れたが、怜花を救いたい雄一郎が自分たちの制服を死体に着せて身代わりとすることで生き延びていた。屋上から突き落とした美彌にも息があり、蓮実の凶行は露見した。

### キャスト
主な配役は登場人物の節を参照。登場人物の節に記述されていない配役については以下の通り。
- 小田嶋刑事：橋本一郎
- 国語[注 3]教師：貴志祐介[注 4]

### スタッフ
- 監督・脚本：三池崇史
- 原作：貴志祐介（文藝春秋刊）
- 音楽：遠藤浩二
- 製作：市川南 服部洋 平尾隆弘 奥野敏聡 小笠原明男 吉川英作
- エグゼクティブ・プロデューサー：山内章弘
- 企画・プロデュース：臼井央
- プロデューサー：東幸司、坂美佐子、森徹
- ラインプロデューサー：今井朝幸
- プロダクション統括：金澤清美
- 撮影：北信康
- 美術：林田裕至、佐久嶋依里
- 録音：中村淳
- 照明：渡部嘉、佐藤宗史
- 装飾：坂本朗
- 編集：山下健治
- 助監督：原田健太郎
- 製作担当：竹岡実
- スタイリスト：前田勇弥
- 音響効果：柴崎憲治
- CGIディレクター：太田垣香織
- 特殊造形：松井祐一
- スタントコーディネーター：辻井啓伺
- キャスティング：おおずさわこ
- 製作プロダクション：東宝映画、OLM
- 企画協力：文藝春秋
- 配給：東宝
- 製作：「悪の教典」製作委員会（東宝、電通、文藝春秋、OLM、A-team、日本出版販売）

### 主題歌
- THE SECOND from EXILE「THINK 'BOUT IT!」

### 劇中歌
- エラ・フィッツジェラルド「MACK THE KNIFE」
- Big Band「MACK THE KNIFE」
- SUPER☆GiRLS「南風パヤパヤ」
- BACK-ON「Ice cream」

### ロケ地
- 旧神奈川県立三崎高等学校（校内のシーン）
- 旧静岡県立長泉高等学校（校庭のシーン）
- 山梨県内の廃屋（蓮実の家）

### Blu-ray / DVD
2013年5月24日発売。発売元は電通、販売元は東宝。
- 悪の教典 スタンダード・エディション（1枚組）
  - 映像特典
    - 『悪の教典』特報・劇場予告編・TVスポット集・プロモーション映像
    - BeeTVドラマ『悪の教典 -序章-』予告編・TVスポット集・映画－序章スペシャルCM・劇場CM・序章プロモーション映像

  - 音声特典
    - オーディオコメンタリー（二階堂ふみ×染谷将太×浅香航大）
- 悪の教典 EXCELLENT EDITION（2枚組）
  - ディスク1：本編ディスク
    - 映像特典
      - DVD版：卒業場面集&作品トリビア表示モード（メニューから卒業した（殺害された）生徒達の名前・プロフィール、作品トリビアを選択すると該当シーンが再生される）
      - Blu-ray版：卒業生リスト&作品トリビア表示モード（本編再生中に卒業した（殺害された）生徒達の名前・プロフィールと作品トリビアを表示）
      - 『悪の教典』特報・劇場予告編・TVスポット集・プロモーション映像
      - BeeTVドラマ『悪の教典 -序章-』予告編・TVスポット集・映画－序章スペシャルCM・劇場CM・序章プロモーション映像

    - 音声特典
      - オーディオコメンタリー（スタンダード・エディションと同様）

  - ディスク2：特典ディスク（Blu-ray版はBlu-ray、DVD版はDVDで収録）
    - メイキング 悪の45日間、完全密着
    - 未公開シーン集
    - インタビュー集（伊藤英明 / 二階堂ふみ / 染谷将太 / 監督・脚本：三池崇史）
    - 宣伝キャンペーン集（映画&BeeTV W完成披露試写会、トークショー付き試写会（ビルボードライブ東京）、女子高生試写会、第7回ローマ国際映画祭、大ヒット御礼舞台挨拶）
    - 公開直前特番
    - キャスト・スタッフプロフィール集
    - ギャラリー集（イメージボード集、絵コンテ集）

  - 封入特典
    - 悪の教典 卒業記念アルバム（24P）

  - 特製アウターケース付きデジパック仕様

## スピンオフドラマ
『悪の教典-序章-』は先述の映画公開に先駆け、2012年10月15日よりBeeTVとdマーケット VIDEOストアにて配信された全4話からなるスピンオフドラマ。
10月19日にはDVDがリリースされた。三池崇史が監修、野本史生が監督を務めた。この作品では映画版の約3ヶ月前を描き、小説に収録されているストーリーを基に構成したオリジナルストーリーである。映画公開と配信が重なっていた時期には「特別授業」と題し、DVD未収録のプロモーション映像が公開されていた。

### キャッチコピー
- あなたは、本当の悪を知る。
- 大殺戮前夜を描くもうひとつの悪の教典

### キャスト
- 蓮実聖司 - 伊藤英明
- 水落聡子 / 釣井景子 - 中越典子
- 灘森正男 - 岩松了
- 園田勲 - 高杉亘
- 田浦潤子 - 高岡早紀
- 釣井正信 - 吹越満
- 蓼沼将大 - KENTA (俳優)
- 鳴瀬修平 - 永瀬匡
- 伊藤大征

### スタッフ
- 原作：貴志祐介（文藝春秋刊）
- 音楽：遠藤浩二
- 監修：三池崇史
- 監督：野本史生
- 脚本：渡辺千穂
- 主題歌：THE SECOND from EXILE「THINK 'BOUT IT!」
- 製作：柳崎芳夫
- プロデュース：冨久尾俊之
- プロデューサー：臼井央・東幸司・坂美佐子・森徹
- 宣伝プロデューサー：小熊隆弘・原祐樹
- 製作プロダクション：東宝・東宝映画・OLM
- 製作・著作：BeeTV

### サブタイトル
※括弧内とサブタイトルは配信時の表記であるため、DVDには表記されていない。
| 各話       | 配信日         | サブタイトル |
| ---------- | -------------- | ------------ |
| #1 (第1話) | 2012年10月15日 | 理想の教師   |
| #2 (第2話) | 2012年10月21日 | 予兆         |
| #3 (第3話) | 2012年10月29日 | 疑惑         |
| #4 (第4話) | 2012年11月5日  | 潜む悪       |

### 特典映像
セルDVD
- 『悪の教典－序章－』メイキング映像
- 『悪の教典－序章－』BeeTV予告編
- 映画『悪の教典』プロモーション映像

レンタルDVD
- 映画『悪の教典』予告編
- 映画『悪の教典』プロモーション映像

## イベント・アトラクション
エンターテイメント集団WonderQ主催が映画公開を記念し、2012年11月3日（土 / 祝）から同年11月25日（日）まで神奈川県川崎市川崎区に所在する複合商業施設ラ チッタデッラ内の特設（室内）会場で開催されていた。R15+作品を基にしていたため過激な表現もあったが、14歳以下でも保護者同伴（別料金）での参加を許可していた。

### リアル悪の教典ゲーム〜恐怖の頭脳改革〜
映画と世界観を同じくする空間に閉じ込められた仲間と協力し、様々なミッションや謎解きをクリアして、制限時間がくるまで生きのびることを目指す、体験型謎解き（サイコホラー）ゲームである。場所は晨光学院南高校という架空の学校で行われた学園祭をテーマとしている。

#### あらすじ
特設会場内にひとりのサイコ・キラーが潜んでいた。犯人に拉致された友人の救出を訴える学生。次の瞬間、暗闇と化した室内に頭蓋を砕く鈍い音が響き渡った。サイコ・キラーの計略をくぐり抜け、生きのびることができるだろうか。

### リアル悪の教典ゲーム〜恐怖の頭脳改革〜街伝
映画の世界観の中で、ラ チッタデッラ内に仕掛けられた様々な罠や謎を解きながら不審者の足取りを追い、真相究明を目指す体験型謎解き（サイコホラー）ゲームである。また、ゲーム序盤は無料で参加可能だった。

#### あらすじ
「ラ チッタデッラ」の周囲では、モリタートを口笛で吹きながら歩き回る不審者の目撃情報が相次いでいた。不審者の足取りを追っているという学生に協力して、「ラ チッタデッラ」周囲の捜索を始める。現れては消える足跡。輪郭の定まらない影。街中に仕掛けられた危険な罠。不審者の足取りを追い、その目的を突き止めることができるだろうか。